# Victor i Valentino
Victor i Valentino (ang. Victor and Valentino, od 2019) – amerykański serial animowany stworzony przez Diego Molano, wyprodukowany przez wytwórnię Cartoon Network Studios.
Premiera pilotażowego odcinka odbyła się 29 października 2016 w Stanach Zjednoczonych. Po dwóch latach i pięciu miesiącach od premiery pilotażowego odcinka, stacja Cartoon Network potwierdziła, że powstanie serial animowany, a jego premiera odbyła się 30 marca 2019 na amerykańskim Cartoon Network. W Polsce serial zadebiutował 28 października 2019 na antenie Cartoon Network.
15 lipca 2019 stacja Cartoon Network ogłosiła, że powstanie drugi sezon serialu.

## Fabuła
Akcja serialu rozgrywa się w małym, cichym meksykańskim miasteczku Monte Macabre i opowiada o perypetiach Victora i Valentino – dwóch przyrodnich braci, którzy spędzają wakacje u swojej babci Chaty. Główni bohaterowie zaciekawieni kulturą oraz opowieściami, postanawiają rozszyfrować mity i legendy, jakie kryje meksykańskie miasteczko.

## Spis odcinków

### Odcinek pilotowy (2016)
| Nr | Tytuł                | Tytuł polski | Premiera             | Premiera w Polsce |
| -- | -------------------- | ------------ | -------------------- | ----------------- |
| P1 | Victor and Valentino | ---          | 29 października 2016 | nieemitowany      |

### Sezon 1 (2019)
| Nr | Tytuł                              | Tytuł polski                                | Premiera             | Premiera w Polsce    |
| -- | ---------------------------------- | ------------------------------------------- | -------------------- | -------------------- |
| 1  | Folk Art Foes                      | Ożywiona tradycja                           | 30 marca 2019        | 29 października 2019 |
| 2  | Dead Ringer                        | Najlepszy piłkarz                           | 30 marca 2019        | 31 października 2019 |
| 3  | Brotherly Love                     | Braterska miłość                            | 30 marca 2019        | 29 października 2019 |
| 4  | Chata’s Quinta Quinceañera         | Urodziny Chaty                              | 30 marca 2019        | 4 listopada 2019     |
| 5  | Legend of the Hidden Skate Park    | Legendarny skatepark                        | 6 kwietnia 2019      | 30 października 2019 |
| 6  | Cleaning Day                       | Dzień sprzątania                            | 6 kwietnia 2019      | 28 października 2019 |
| 7  | The Babysitter                     | Opiekunka                                   | 13 kwietnia 2019     | 31 października 2019 |
| 8  | Hurricane Chata                    | Sztorm Chata                                | 13 kwietnia 2019     | 30 października 2019 |
| 9  | The Lonely Haunts Club             | Klub samotnych łowców duchów                | 20 kwietnia 2019     | 1 listopada 2019     |
| 10 | Suerte                             | Suerte                                      | 20 kwietnia 2019     | 1 listopada 2019     |
| 11 | The Dark Room                      | Klub fotograficzny                          | 27 kwietnia 2019     | 28 października 2019 |
| 12 | The Collector                      | Kolekcjoner                                 | 4 maja 2019          | 4 listopada 2019     |
| 13 | The Boy Who Cried Lechuza          | Matczyna miłość Lechuzy                     | 11 maja 2019         | 6 listopada 2019     |
| 14 | Boss For a Day                     | Kierownik Victor                            | 18 maja 2019         | 7 listopada 2019     |
| 15 | Cuddle Monster                     | Potworne pieszczoty                         | 25 maja 2019         | 5 listopada 2019     |
| 16 | Los Cadejos                        | Los Cadejos                                 | 1 czerwca 2019       | 5 listopada 2019     |
| 17 | It Grows                           | Zarost                                      | 8 czerwca 2019       | 6 listopada 2019     |
| 18 | Welcome to the Underworld (Part 1) | Witamy w zaświatach (Część 1)               | 22 czerwca 2019      | 8 listopada 2019     |
| 19 | Welcome to the Underworld (Part 2) | Witamy w zaświatach (Część 2)               | 22 czerwca 2019      | 8 listopada 2019     |
| 20 | A New Don                          | Inny Don                                    | 29 czerwca 2019      | 2 marca 2020         |
| 21 | Churro Kings                       | Mistrzowie churros                          | 6 lipca 2019         | 2 marca 2020         |
| 22 | Know It All                        | Wszystkowiedzący                            | 13 lipca 2019        | 3 marca 2020         |
| 23 | Fistfull of Balloons               | Zemsta                                      | 20 lipca 2019        | 3 marca 2020         |
| 24 | Love at First Bite                 | Miłość od pierwszego ugryzienia             | 27 lipca 2019        | 4 marca 2020         |
| 25 | Go With The Flow                   | Wystarczy się wyluzować                     | 3 sierpnia 2019      | 4 marca 2020         |
| 26 | Aluxes                             | Aluxes                                      | 10 sierpnia 2019     | 5 marca 2020         |
| 27 | Guillermo’s Gathering              | Nietypowe urodziny                          | 17 sierpnia 2019     | 6 marca 2020         |
| 28 | Balloon Boys                       | Wyprawa balonem                             | 24 sierpnia 2019     | 5 marca 2020         |
| 29 | The Great Bongo Heist              | Muzyczna intryga                            | 5 października 2019  | 7 marca 2020         |
| 30 | Escape from Bebe Bay               | Ucieczka ze żłobka                          | 5 października 2019  | 7 marca 2020         |
| 31 | Band for Life                      | Koncert punkowy                             | 5 października 2019  | 8 marca 2020         |
| 32 | Tez Sez                            | Niesamowity Tez                             | 5 października 2019  | 9 marca 2020         |
| 33 | Forever Ever                       | Déjà vu                                     | 12 października 2019 | 9 marca 2020         |
| 34 | Dance Reynaldo Dance               | Tańcz, tańcz, Reynaldo                      | 12 października 2019 | 11 marca 2020        |
| 35 | Tree Buds                          | Klątwa drzewa                               | 19 października 2019 | 10 marca 2020        |
| 36 | Lonely Haunts Club 2: Doll Island  | Klub samotnych łowców duchów 2: Wyspa lalek | 26 października 2019 | 6 marca 2020         |
| 37 | Cat-Pocalypse                      | Kotoapokalipsa                              | 26 października 2019 | 8 marca 2020         |
| 38 | El Silbon                          | ---                                         | 26 października 2019 | nieemitowany         |
| 39 | On Nagual Hill                     | Pagórek Naguala                             | 26 października 2019 | 10 marca 2020        |

### Sezon 2 (2020)
| Nr | Tytuł                             | Tytuł polski                               | Premiera             | Premiera w Polsce |
| -- | --------------------------------- | ------------------------------------------ | -------------------- | ----------------- |
| 40 | The Guest                         | Nieproszony Gość                           | 18 kwietnia 2020     | 19 stycznia 2021  |
| 41 | Ener-G-Shoes                      | Energo Skoki                               | 18 kwietnia 2020     | 18 stycznia 2021  |
| 42 | La Cucarachita                    | La Cucarachita                             | 25 kwietnia 2020     | 18 stycznia 2021  |
| 43 | Lords of Ghost Town               | Władcy Miasta Duchów                       | 25 kwietnia 2020     | 22 stycznia 2021  |
| 44 | My Fair Achi                      | Champion z zaświatów                       | 2 maja 2020          | 20 stycznia 2021  |
| 45 | Oddities                          | Kolekcja Osobliwości                       | 2 maja 2020          | 21 stycznia 2021  |
| 46 | I...... am Vampier                | Konkurs Filmowy                            | 9 maja 2020          | 20 stycznia 2021  |
| 47 | Victor the Predictor              | Wróżbita Victor                            | 9 maja 2020          | 19 stycznia 2021  |
| 48 | Kindred Spirits                   | Bratnia Dusza                              | 16 maja 2020         | 22 stycznia 2021  |
| 49 | Decoding Valentino                | ---                                        | 16 maja 2020         | ---               |
| 50 | Journey to Maiz Mountain (part 1) | ---                                        | 23 maja 2020         | ---               |
| 51 | Journey to Maiz Mountain (part 2) | ---                                        | 23 maja 2020         | ---               |
| 52 | Escaramuza                        | ---                                        | 5 października 2020  | ---               |
| 53 | Los Perdidos                      | ---                                        | 5 października 2020  | ---               |
| 54 | Los Pajaros                       | ---                                        | 6 października 2020  | ---               |
| 55 | Get Your Sea Legs                 | ---                                        | 7 października 2020  | ---               |
| 56 | Guillermo's Girlfriend            | ---                                        | 8 października 2020  | ---               |
| 57 | Starry Night                      | ---                                        | 12 października 2020 | ---               |
| 58 | Fueygo Fest                       | ---                                        | 13 października 2020 | ---               |
| 59 | Folk Art Friends                  | ---                                        | 14 października 2020 | ---               |
| 60 | The Cupcake Man                   | ---                                        | 15 października 2020 | ---               |
| 61 | Villainy In Monte Macabre         | ---                                        | 19 października 2020 | ---               |
| 62 | Charlene Mania                    | ---                                        | 20 października 2020 | ---               |
| 63 | Old Man Teo                       | ---                                        | 21 października 2020 | ---               |
| 64 | Poacher Patrol                    | ---                                        | 22 października 2020 | ---               |
| 65 | Lonely Haunts Club 3: La Llorona  | Klub samotnych łowców duchów 3: La Llorona | 26 października 2020 | 21 stycznia 2021  |
| 66 | In Your Own Skin                  | ---                                        | 27 października 2020 | ---               |
| 67 | Ghosted                           | ---                                        | 28 października 2020 | ---               |
| 68 | Carmelita                         | ---                                        | 29 października 2020 | ---               |